# Philodromus maestrii
Philodromus maestrii este o specie de păianjeni din genul Philodromus, familia Philodromidae, descrisă de Caporiacco, 1941.
Este endemică în Etiopia. Conform Catalogue of Life specia Philodromus maestrii nu are subspecii cunoscute.